# Label This!
«Label This!»— третий студийный альбом финского диджея и композитора Darude. Хотя сам альбом вышел только 27 октября 2007 года, первые два трека из него My Game и Tell Me вышли в свет за полгода до этого, причём они были доступны в интернете.

## Список композиций
1. «My Game» — 4:30
2. «Tell Me» — 6:39
3. «Stars» (Here With Me) — 6:26
4. «Good Grooves» — 5:34
5. «In The Darkness» (Tech Mix) 7:07
6. «Bad» — 6:21
7. «Label This!» — 4:49
8. «Lost» — 5:30
9. «For Those I Love» — 8:01
10. «Dreams» — 7:00
11. «Stars» (Here With Me) (Tech Mix) — 8:08
12. «In The Darkness» (Trance Mix) — 8:06